# Luís Filipe de Saldanha da Gama

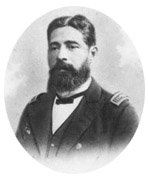
Luís Filipe de Saldanha da Gama

Luís Filipe de Saldanha da Gama (Campos dos Goytacazes, 7 april 1846 – Campo Osório, 24 juni 1895), was een Braziliaans militair.

## Achtergrond en carrière
Luís Filipe de Saldanha da Gama was de kleinzoon van de zesde graaf da Ponta en afstammeling van João de Saldanha da Gama, onderkoning van Portugees-India (1725-1732). Luís Filipe da Saldanha da Gama studeerde af in de rechten en volgde een opleiding bij de marineacademie. Hij doorliep de rangen en werd uiteindelijk bevorderd tot viceadmiraal.
Saldanha da Gama vertegenwoordigde Brazilië op de wereldtentoonstellingen van 1873 te Wenen en van 1876 te Philadelphia en op de Exposición Continental Sud-Americana in Buenos Aires (1882).
Hij nam deel aan de Campagne in het Oosten en de Oorlog van de Drievoudige Alliantie (Brazilië, Uruguay en Argentinië tegen Paraguay). Voor zijn aandeel in de strijd ontving hij diverse onderscheidingen.
Na de instelling van de republiek (november 1889) verzoende Saldanha da Gama zich met de republiek, ondanks mogelijke monarchistische ideeën. Desondanks vroeg president Floriano Peixoto hem in april 1893 om minister van Marine te worden (als opvolger van admiraal Custódio de Melo). Wegens meningsverschillen met de president weigerde Saldanha da Gama resoluut.

## Aandeel in deMarineopstand

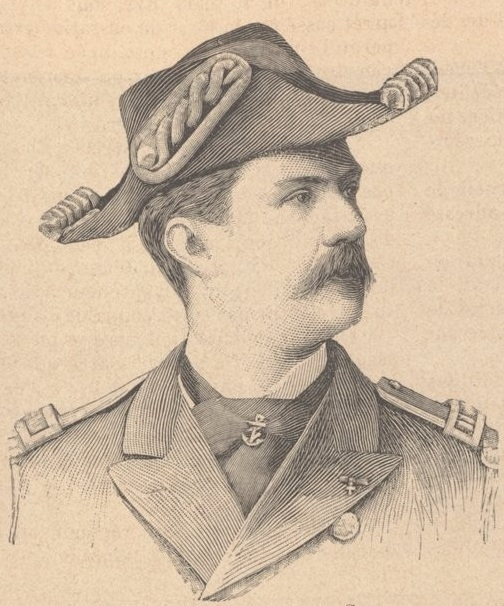
Admiraal Saldanha da Gama.

Saldanha da Gama, admiraal Custódio de Melo en admiraal Eduardo Wandenkolk kwamen op 6 september 1893 in opstand tegen de regering van president Floriano Peixoto. De door de drie admiraals gecommandeerde marineschepen dreigden Rio de Janeiro te bombarderen als de president niet zou aftreden. Custódio de Melo verwachtte dat de president zou aftreden, maar de laatste weigerde. Toegesnelde Amerikaanse en Europese marineschepen beletten het de muiters om de hoofdstad te beschieten. In maart 1894 arriveerden aan de president loyale marineschepen en de meeste door de opstandige marineofficieren gecommandeerde marineschepen werden overgenomen. Saldanha da Gama wist met enkele manschappen te ontsnappen. Hij sloot zich hierop aan bij de federalisten (zie: Federalistische Revolte). Hij stierf tijdens de strijd op 24 juni 1895 bij Campo Osório.